# 양회열
양회열(梁會烈, 1971년 9월 9일 ~ )은 전 KBO 리그 해태 타이거즈의 선수이다.
1991년부터 1996년까지 다섯 해를 뛰면서, 통산 206경기 타율 0.239를 기록했는데 청소년대표까지 지낸 동기생 홍현우에게 밀려 한서고로 전학갔고 1990년 태평양 연습생으로 입단했다가 같은 해 말 방출된 후 고향 팀 해태 유니폼을 입었다.

## 출신 학교
- 수창초등학교
- 충장중학교
- 광주상업고등학교 → 한서고등학교 (전학)